# 11-я Кавадарская ударная бригада
11-я Кавадарская ударная бригада (сербохорв. Једанаеста кавадарска ударна бригада / Jedanaesta kavadarska udarna brigada, макед. Единаесетта кавадарска ударна бригада) — воинское формирование Народно-освободительной армии Югославии, участвовавшее в Народно-освободительной войне на территории Вардарской Македонии.
Сформирована 3 октября 1944 в районе Кавадарци из партизан 18-й Македонской Кавадарской ударной бригады (41-я Македонская дивизия). 11-й номер получила после расформирования 11-й Кумановской ударной бригады. Вела боевые действия в направлениях городов Градско и Велес, участвовала в сражениях за Дреново и Горбавец (9 октября), Кесендре и Раец (19 октября), Девол (20—22 октября), Неготино (23 октября) и Плетвар (29 октября). С 29 октября по 2 ноября сражалась за Прилеп, с 30 октября обороняла Плетвар, с 6 по 7 ноября вела бои в районе Криволака, 8 ноября — при Градско, с 15 по 18 ноября) — за Кичево и Гостивар. 6 декабря 1944 в Охриде включена в состав 49-й Македонской дивизии.